# Tvrđava Gripe
Tvrđava Gripe je novovjekovni fortifikacijski i obrambeni kompleks izgrađen u 17. stoljeću za obranu Splita od Turaka.
Danas je u njoj smješten Hrvatski pomorski muzej i Državni arhiv.

## Smještaj
Tvrđava se nalazi istočno od centra grada na uzvisini Gripe koja je danas dio gradskog kotara Lučac - Manuš.

## Povijest
Grad Split je u ranom srednjem vijeku bio branjen zidinama Dioklecijanove palače unutar kojih je bio smješten. Širenjem gradske jezgre nastala je potreba za podizanjem dodatnih srednjovjekovnih fortifikacija.
Prodorom Turaka na Balkan i uvođenjem novog načina ratovanja uz pomoć topova, splitske obrambene zidine više nisu bile prikladne za obranu od topova. Za vrijeme Kandijskog rata (1645. – 1669.) između Mletačke Republike i Osmanskog Carstva, ratne operacije vodile su se i na teritoriji Dalmacije.
Godine 1648. Mlečani su uz pomoć splitskih odreda osvojili Klis, međutim to nije odviše pomoglo Splitu koji je i dalje bio izložen turskim napadima (grad je prvi put napadnut 1645.). Stalna opasnost za grad bilo je uzvišenje Gripe, s kojegu su, ako bi ga zauzeli, Turci mogli tući grad topovima. Stoga su Splićani zatražili od mletačkih vlasti da se na tom položaju izgradi tvrđava koja bi branila Split od napada.
Venecija je na kraju odlučila udovoljiti zahtjevima Splićana i naredila je izgradnju novih gradskih utvrda sa sustavom zemljom ispunjenih bastiona (terrapienata) spojenih jakim zidinama (cortinama). Jednako tako, zapovijeđena je i izgradnja tvrđave Gripe, također sustavom terrapienata. Za utvrđivanje grada i gradnju tvrđave bio je zadužen vojni inženjer Alessandro Magli.
Dok je tvrđava bila još u izgradnji, turska vojska je 1657. godine napala Split i osvojila još nedovršenu tvrđavu. Kao odgovor na tursko zauzimanje tvrđave, Splićani su poveli protunapad i ponovno osvojili Gripe.
Sljedećeg dana Turci su krenuli na sam grad, ali su ih malobrojniji građani Splita uspjeli poraziti zbog čega su napadači bili prisiljeni na uzmak.
Dana 18. lipnja 1657. godine Turci su ponovno pokušali zauzeti tvrđavu Gripe, ali Splićanima su u pomoć došli Trogirani, Bračani i Hvarani, pa je turski napad opet bio odbijen. Sutradan su Turci napali tvrđavu sa svom vojskom i s one strane gdje se nalazio nedovršeni bastion. Uspjeli su zauzeti tvrđavu, no Splićani su ih uz pomoć mletačke vojske i saveznika uspjeli odbiti. Napadi su nastavljeni do 21. lipnja, kada je Splitu došla u pomoć mletačka flota iz Kotora.
U sklopu tvrđave kasnije je izgrađena vojarna za potrebe austrijske vojske.

## Zanimljivosti
Danas se unutar tvrđave Gripe nalazi Hrvatski pomorski muzej, Hrvatski državni arhiv a u kompleksu se održavaju koncerti.